# VTB United League 2019-20
La VTB United League 2019-20 fue la duodécima edición de la VTB United League, competición internacional de baloncesto creada con el objetivo de unir las ligas nacionales de los países del Este de Europa en una única competición. Fue también la séptima edición que funciona además como el primer nivel del baloncesto en Rusia a efectos de clasificación para competiciones europeas. Participan 13 equipos, los mismos que en la edición anterior a excepción del equipo letón del VEF Riga.
El 13 de marzo, la temporada se suspendió debido a la pandemia de COVID-19. El 27 de marzo, la temporada fue cancelada. No hubo campeón de la temporada 2019/20 debido a la ausencia de criterios deportivos.

## Equipos
Un total de trece equipos de cinco países compiten en la liga, nueve de Rusia, uno de Bielorrusia, uno de Estonia, uno de Kazajistán y uno de Polonia.
El VEF Riga, que competía hasta la temporada pasada, abandonó la liga.
| Equipo             | Ciudad, país    | Pabellón                      | Capacidad |
| ------------------ | --------------- | ----------------------------- | --------- |
| Astana             | Astana          | Saryarka Velodrome            | 9,270     |
| Avtodor Saratov    | Saratov         | Kristall Ice Sports Palace    | 6,100     |
| CSKA Moscú         | Moscú           | Universal Sports Hall CSKA    | 5,500     |
| Enisey Krasnoyarsk | Krasnoyarsk     | Arena Sever                   | 4,000     |
| Kalev/Cramo        | Tallin          | Saku Suurhall Arena           | 7,000     |
| Khimki             | Khimki          | Basketball Center             | 6,000     |
| Lokomotiv Kuban    | Krasnodar       | Basket-Hall                   | 7,500     |
| Nizhny Novgorod    | Nizhni Nóvgorod | Trade Union Sport Palace      | 5,600     |
| Parma              | Perm            | Universal Sports Palace Molot | 7,000     |
| Tsmoki Minsk       | Minsk           | Minsk Arena                   | 15,000    |
| UNICS              | Kazán           | Basket Hall Arena             | 7,500     |
| Zenit              | San Petersburgo | Sibur Arena                   | 7,044     |
| Zielona Góra       | Zielona Góra    | CRS Hall Zielona Góra         | 6,080     |

## Temporada regular
| Pos. | Equipo                 | PJ | G  | P  | PF   | PC   | DP   | Pts | Clasificación                                    |
| ---- | ---------------------- | -- | -- | -- | ---- | ---- | ---- | --- | ------------------------------------------------ |
| 1    | Khimki                 | 19 | 18 | 1  | 1809 | 1574 | +235 | 37  | Ya clasificados para la Euroliga                 |
| 2    | CSKA Moscow            | 19 | 15 | 4  | 1707 | 1450 | +257 | 34  | Ya clasificados para la Euroliga                 |
| 3    | Lokomotiv Kuban        | 20 | 14 | 6  | 1723 | 1600 | +123 | 34  | Clasificados para la EuroCup                     |
| 4    | UNICS                  | 18 | 12 | 6  | 1546 | 1527 | +19  | 30  | Clasificados para la EuroCup                     |
| 5    | Parma                  | 18 | 8  | 10 | 1567 | 1547 | +20  | 26  | Clasificados para la Basketball Champions League |
| 6    | Zenit Saint Petersburg | 18 | 8  | 10 | 1514 | 1452 | +62  | 26  | Ya clasificados para la Euroliga                 |
| 7    | Zielona Góra           | 19 | 8  | 11 | 1604 | 1681 | −77  | 27  |                                                  |
| 8    | Kalev/Cramo            | 20 | 8  | 12 | 1537 | 1704 | −167 | 28  |                                                  |
| 9    | Astana                 | 18 | 7  | 11 | 1501 | 1578 | −77  | 25  |                                                  |
| 10   | Nizhny Novgorod        | 18 | 7  | 11 | 1557 | 1651 | −94  | 25  |                                                  |
| 11   | Enisey                 | 18 | 7  | 11 | 1525 | 1585 | −60  | 25  |                                                  |
| 12   | Avtodor                | 18 | 5  | 13 | 1504 | 1634 | −130 | 23  |                                                  |
| 13   | Tsmoki Minsk           | 19 | 4  | 15 | 1534 | 1645 | −111 | 23  |                                                  |

 Fuente: VTB United League

### Resultados
| Local \ Visitante      | AST    | AVT    | CSK    | ENI     | KAL    | KHI     | LOK   | NIZ     | PAR     | TSM    | UNI    | ZEN     | ZGA   |
| ---------------------- | ------ | ------ | ------ | ------- | ------ | ------- | ----- | ------- | ------- | ------ | ------ | ------- | ----- |
| Astana                 | —      |        | 72–95  | 95–90   |        | 88–91   | 90–88 | 79–84   |         | 91–89  | 78–83  | 109–108 | 92–80 |
| Avtodor                | 90–85  | —      |        |         | 100–90 | 84–101  | 81–97 | 92–90   | 78–85   | 109–90 |        | 66–109  | 86–89 |
| CSKA Moscú             | 104–91 | 103–79 | —      |         | 81–67  |         | 81–72 | 94–69   | 89–74   | 114–81 |        | 79–82   |       |
| Enisey                 | 64–78  | 85–78  | 80–71  | —       | 86–73  | 86–106  | 98–91 |         | 83–85   |        | 95–93  | 67–84   | 84–91 |
| Kalev/Cramo            | 84–76  | 88–76  | 50–91  | 94–87   | —      | 63–86   | 81–98 |         |         | 79–84  | 85–63  | 84–80   | 70–92 |
| Khimki                 | 73–56  | 79–74  | 96–80  | 91–87   | 118–81 | —       | 89–94 | 98–94   | 103–100 | 77–73  | 109–83 |         | 79–75 |
| Lokomotiv Kuban        |        | 74–76  | 71–77  | 94–79   | 87–63  |         | —     | 87–83   | 83–75   | 78–70  | 86–77  | 78–70   | 93–71 |
| Nizhny Novgorod        |        |        | 84–93  | 104–101 | 74–76  | 87–113  | 96–93 | —       | 105–99  | 82–77  | 83–95  |         | 82–87 |
| Parma                  | 100–91 | 97–81  | 70–89  | 88–90   | 85–74  |         |       | 106–71  | —       | 68–75  | 88–89  | 82–84   | 91–76 |
| Tsmoki Minsk           | 96–77  | 88–80  | 91–94  | 80–83   |        | 80–94   | 80–88 |         |         | —      | 80–84  | 60–80   | 73–80 |
| UNICS                  | 81–72  | 86–83  | 94–86  |         | 87–76  | 88–98   |       | 89–85   |         | 85–71  | —      | 80–93   | 86–73 |
| Zenit Saint Petersburg |        |        | 63–82  | 89–80   | 75–76  | 101–108 | 80–86 | 69–76   | 80–86   |        | 75–86  | —       |       |
| Zielona Góra           | 78–81  | 98–91  | 64–104 |         |        |         | 83–85 | 103–108 | 106–88  | 102–96 | 89–100 | 67–92   | —     |

## Galardones

### MVP del mes
| Mes       | Jugador         | Equipo          | Ref.  |
| 2019      | 2019            | 2019            | 2019  |
| --------- | --------------- | --------------- | ----- |
| Octubre   | Jeremy Evans    | Khimki          | [ 4 ] |
| Noviembre | Mike James      | CSKA Moscú      | [ 5 ] |
| Diciembre | Errick McCollum | UNICS           | [ 6 ] |
| 2020      |                 |                 |       |
| Enero     | Alan Williams   | Lokomotiv Kuban | [ 7 ] |
| Febrero   | Devin Booker    | Khimki          | [ 8 ] |